# Suprarregulação e infrarregulação
Downregulation é um mecanismo de controle pelo qual uma célula diminui a quantidade de um componente celular, como RNA ou proteína, em resposta a uma variável externa. Ao contrário, um aumento reativo de um componente celular é chamado de upregulation. Estes são termos derivados da língua inglesa que, em português, teriam uma tradução aproximada a  "infrarregulação" e "suprarregulação" 
Um exemplo de downregulation é a diminuição celular do número de receptores para uma determinada molécula, como um hormônio ou neurotransmissor, o que reduz a sensibilidade da célula a esta. Este fenôneno é um exemplo de um mecanismo de retroalimentação negativa (feedback negativo) localizado. Um exemplo de upregulation é o aumento do número de enzimas do citocromo P45O nas células hepáticas quando moléculas xenobióticas, como a dioxina, são administradas (resultando em uma maior degradação destas moléculas).
Alguns receptores agonistas podem causar downregulation dos seus respectivos receptores, enquanto que a maioria dos receptores antagonistas podem temporariamente causar upregulation dos seus respectivos receptores. O desequilíbrio causado por estas mudanças frequentemente é evidenciado pela abstinência observada quando o uso de uma medicação a longo prazo é descontinuado abruptamente. Entretanto, o uso de certos antagonistas podem danificar os receptores mais rapidamente que o processo de upregulation (internalização dos receptores por causa do antagonismo). 
Upregulation e downregulation podem também ocorrer como uma resposta às toxinas ou hormônios. Um exemplo de upregulation na gravidez são os hormônios que fazem com que as células do útero se tornem mais sensíveis à ocitocina.